# Indonesische veelstreep
De Indonesische veelstreep (Caenoplana micholitzi) is een platworm (Platyhelminthes). De worm is tweeslachtig. De Indonesische veelstreep is klein (tot 2,5 cm), met een breed, afgeplat lichaam. Ogen goed te zien en gerangschikt in een rij aan weerszijden van lichaam, maar afwezig op de voorpunt. Rug is okergeel met vier in breedte variërende bruine lengtestrepen die samenkomen bij de stompe voorste punt. Buikoppervlak is geelachtig grijs met de dorsale kleur zichtbaar aan de randen. De soort leeft in of nabij zoet water.
Het geslacht Caenoplana, waarin de platworm wordt geplaatst, wordt tot de familie Geoplanidae gerekend. De wetenschappelijke naam van de soort werd voor het eerst geldig gepubliceerd in 1899 door Graff.